# Eau minérale de Velleminfroy
L'eau minérale de Velleminfroy est une eau de source située à Velleminfroy, dans la Haute-Saône exploitée par la société éponyme.

## Histoire

### Première exploitation

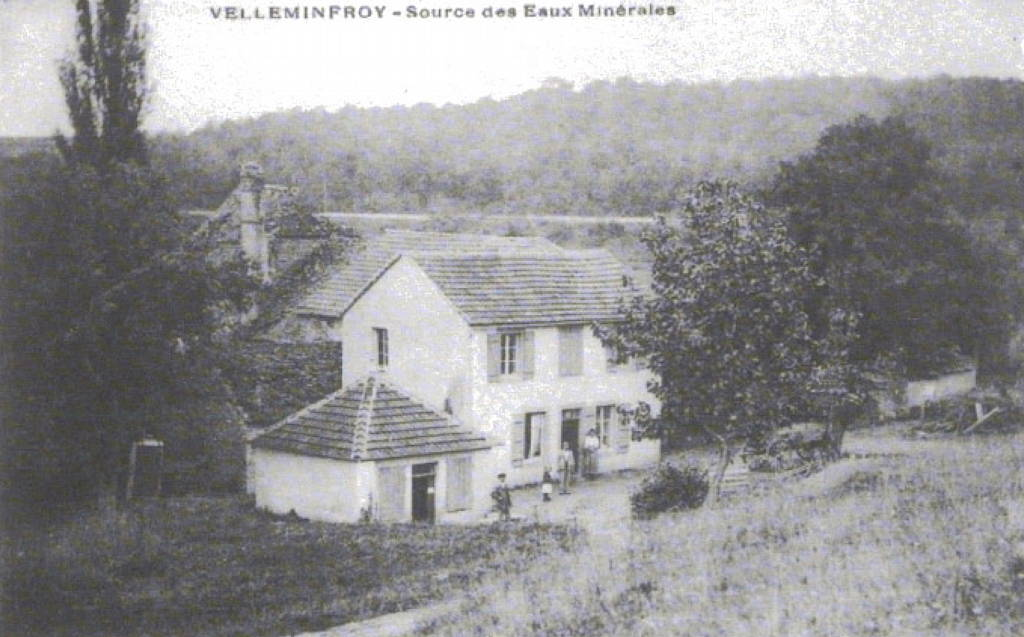
Le bâtiment de la source au début du XXe siècle.

En 1828, le docteur Jacquez découvre fortuitement la source au cours d'une promenade et constate les vertus curatives de cette source qui ne gèle jamais et reste à une température constante de 14 °C à son émergence.
Trente ans plus tard, un captage est réalisé et l’eau est soumise à des analyses révélant une forte minéralisation de 3,15 g/litre. Elle est déclarée « eau minérale naturelle » par décret de l’Académie impériale de médecine en 1859.

### Relance de l'activité

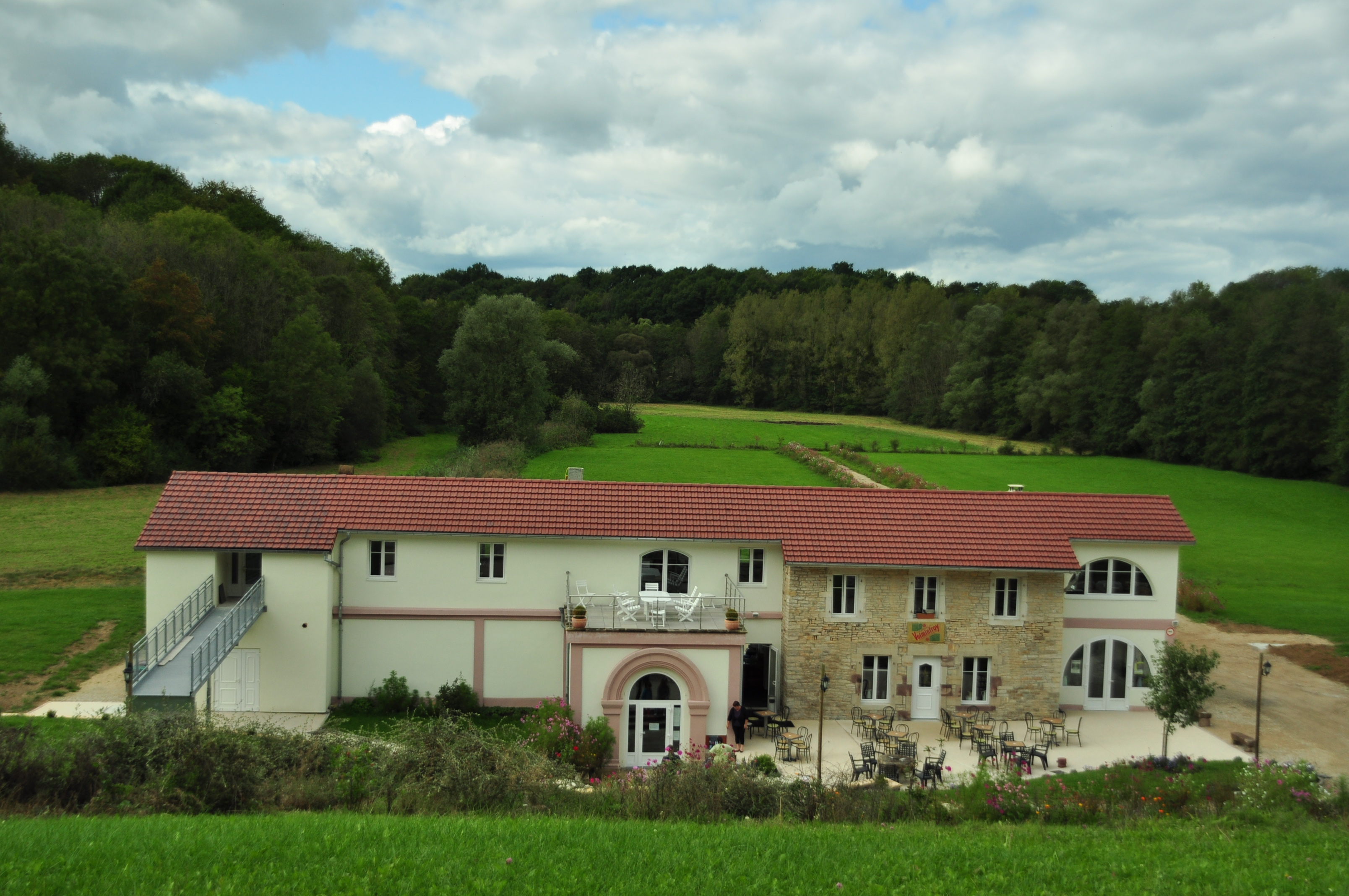
Le bâtiment de la source minérale (2011).

Le projet de sa relance date de 2004 par le chef d’entreprise Paul Poulaillon et se concrétise en 2016.
Paul Poulaillon découvre le site lors d'un passage dans les environs. Il le rachète lors d’une vente aux enchères. Il rénove le bâtiment et ouvre un restaurant et un petit musée retraçant le parcours de l’eau de Velleminfroy, seule eau minérale de Franche-Comté.
Pour le lancement, Paul Poulaillon cible les pays du Moyen-Orient, la Chine et l’Asie : « Ces pays émergents cherchent des produits qu’ils n’ont pas et sont attirés par le luxe à la française. Ils ne veulent pas de produit local. 80 % des bouteilles seront livrées à l’étranger. ».
 (avril 2023).

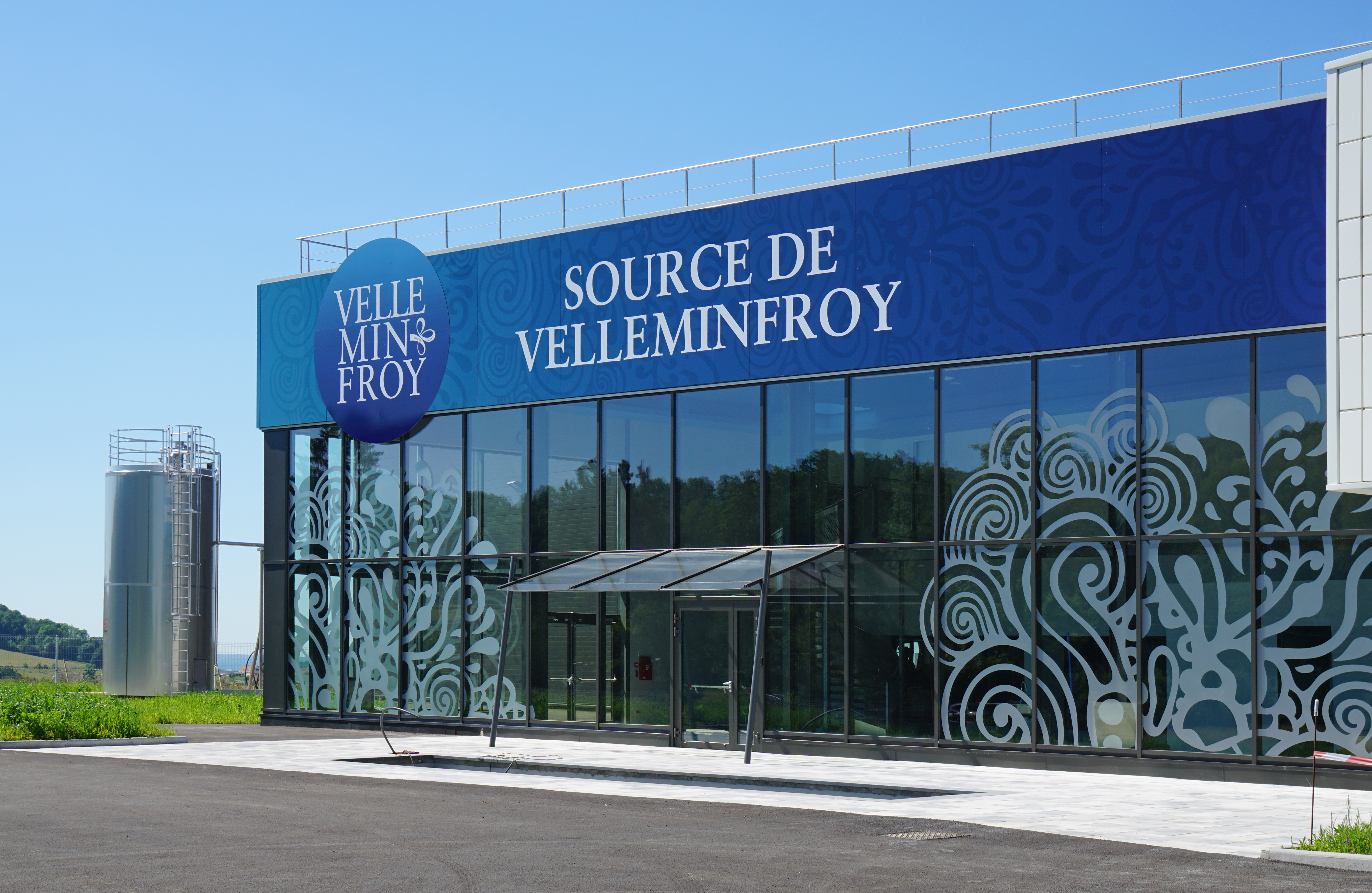
La nouvelle usine d'embouteillage à la fin des travaux (2016).

Il fait bâtir une nouvelle usine d'embouteillage automatisée de 3 000 m2 avec des bouteilles en plastique soufflées sur place. À terme, la production sera de 20 000 à 30 000 bouteilles par jour. Le démarrage officiel de l'unité d'embouteillage a lieu le 19 juillet 2016. Sa commercialisation est dirigée vers les boutiques de luxe, dans des flacons de verre, et pour la grande distribution dans des bouteilles en plastique. En 2023, le site a la capacité de produire environ 25 millions de litres par an, mais seuls 4 millions de litres d'eau sont embouteillés: la volonté de l'entreprise est de garantir la pérennité de la ressource. Le chiffre d'affaires, en augmentation constante depuis la création de l'entreprise, atteint 1,74 million d'euros en 2022

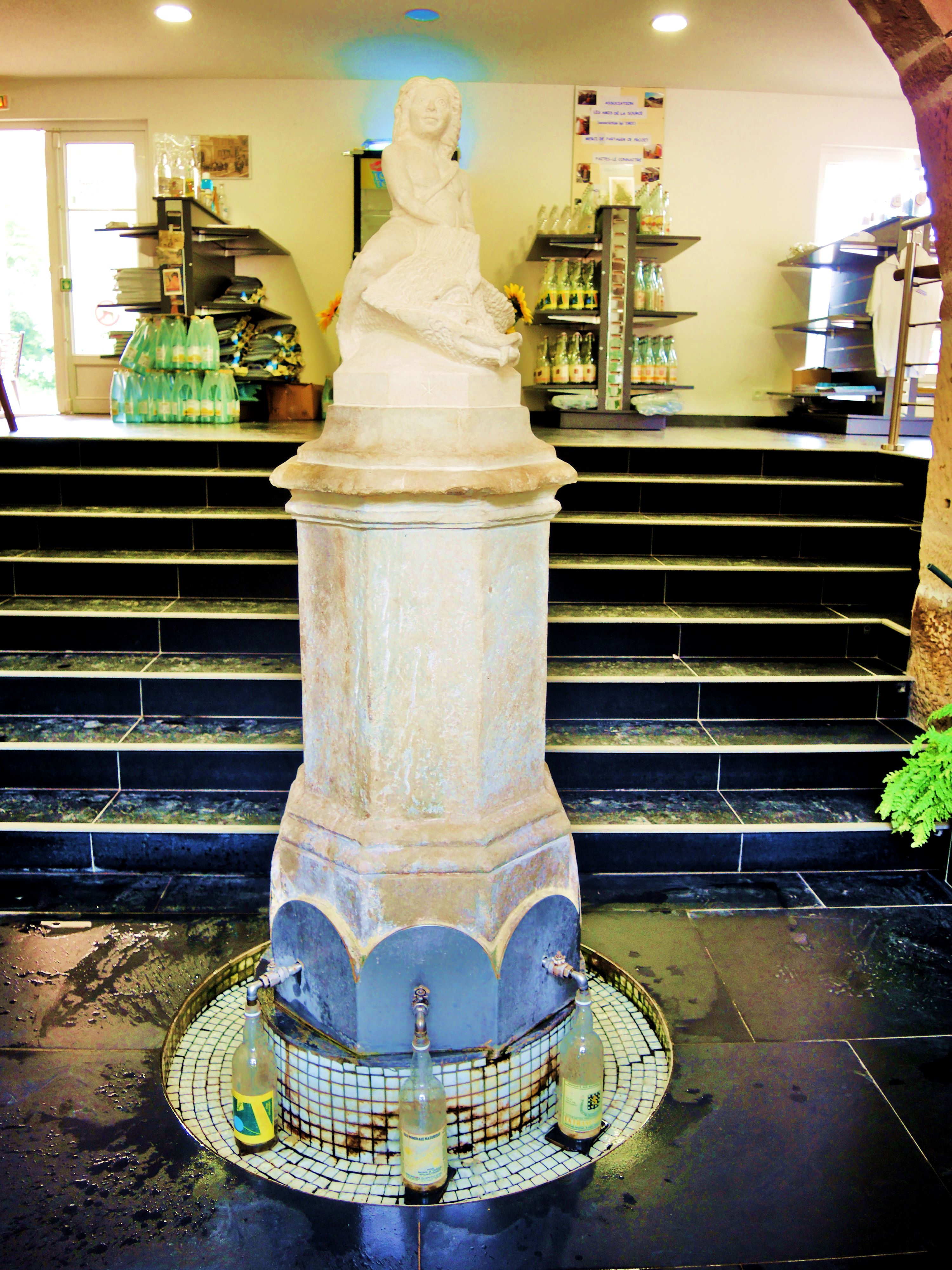
Statue allégorique de la source minérale.
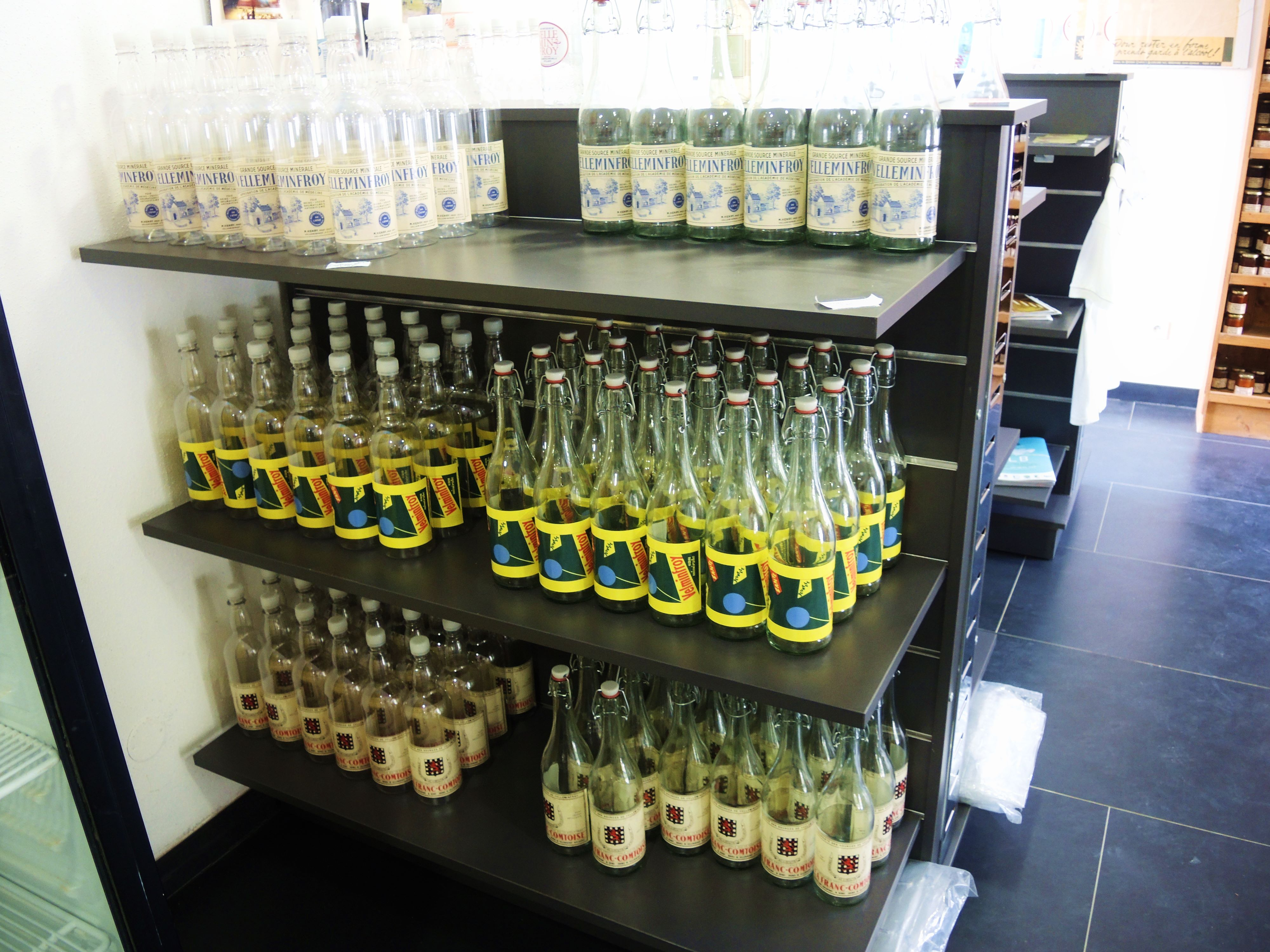
Nouveaux flacons pour l'eau minérale.
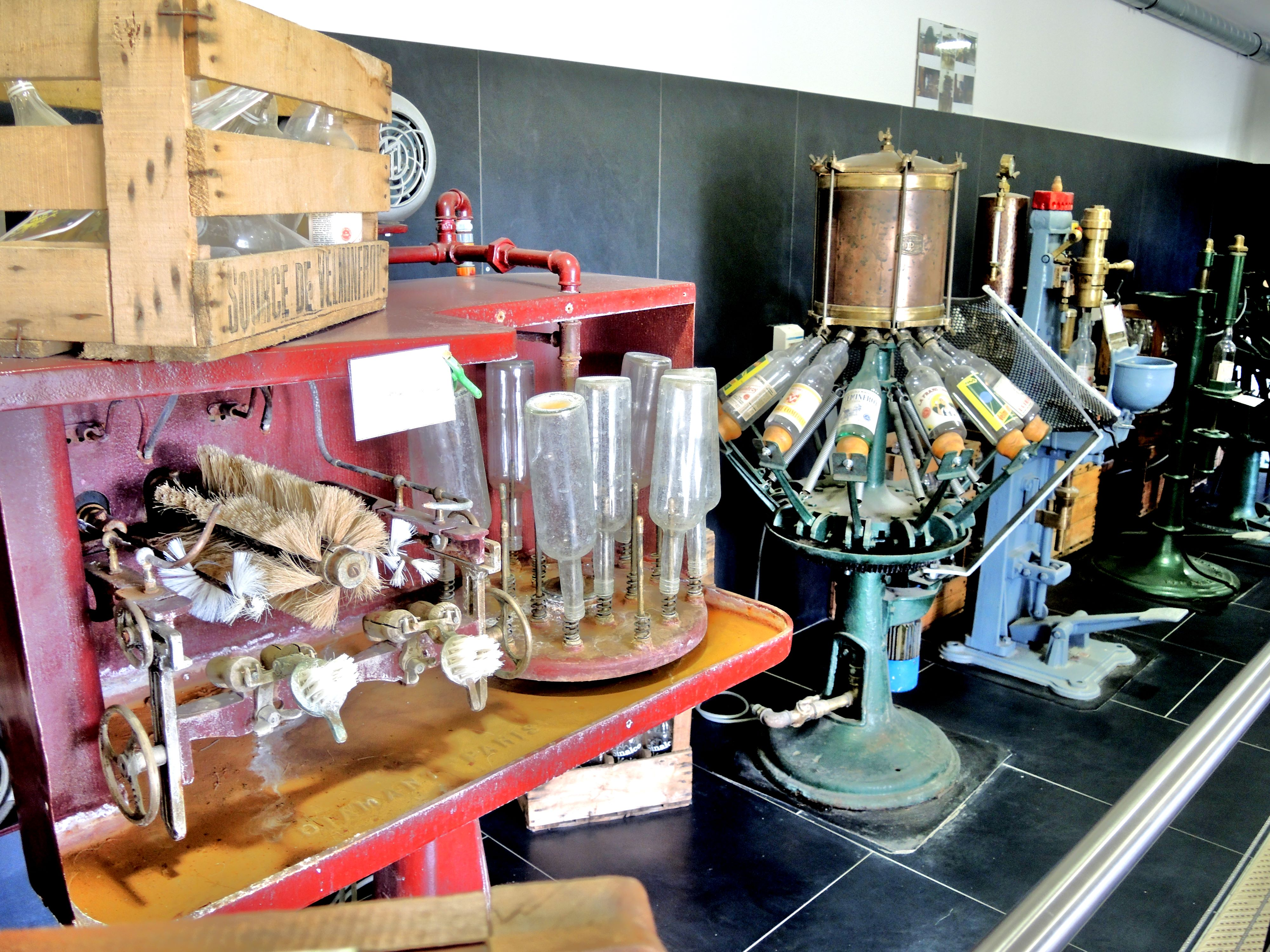
Musée de l'ancienne usine d'embouteillage de l'eau minérale.

## Composition

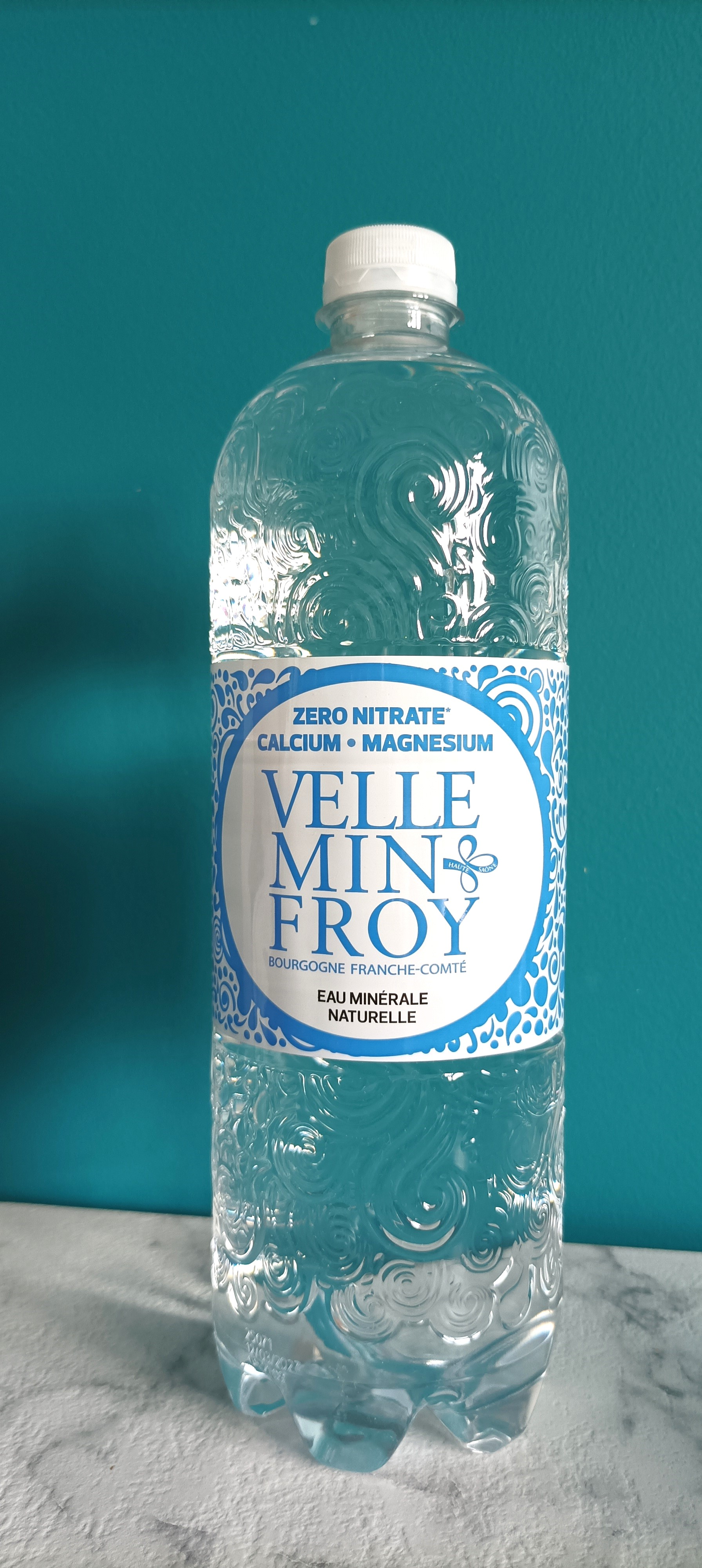
Eau minérale Velleminfroy, 1 litre, 2025.

D'un pH de 7,4, l'eau a des teneurs de 1 190 mg/l de sulfates, 480 mg/l de calcium, 67,2 mg/l de magnésium, 10,4 mg/l de sodium, 3,6 mg/l de chlorures, 2,6 mg/l de potassium et une présence nulle en nitrates et nitrites. Elle est donc peu salée et riche en calcium.
Elle a l’une des plus fortes minéralités de France issue de la traversée d'une couche de marnes irisées du keuperien. Elle traverse plusieurs couches géologiques telles que le calcaire, le grès, la marne bleue, la marne jaune et se charge ainsi en minéraux et oligo-éléments.